# Rząchowa
Rząchowa – wieś w Polsce położona w województwie małopolskim, w powiecie brzeskim, w gminie Szczurowa, przy DW768.
Były wsią biskupów krakowskich w województwie sandomierskim w 1629 roku. W latach 1975–1998 miejscowość administracyjnie należała do województwa tarnowskiego. Integralna części miejscowości: Skotnik.